# Giovanni Antonio Giay
Giovanni Antonio Giay (auch Giai oder Giaì; * 11. Juni 1690 in Turin; † 10. September 1764 ebenda) war ein italienischer Komponist der Vorklassik.

## Leben und Wirken
Giovanni Giay war ein Sohn des Apothekers Stefano Giuseppe Giaj, der verstarb, als der Sohn fünf Jahre alt war. Im Jahr 1700 trat Giay im „Collegio degli Innocenti“ am Turiner Dom ein, wo er eine Musikausbildung bei Francesco Fasoli erhielt. Vermutlich ergänzte er seine Ausbildung bei einem Aufenthalt in Rom. Anschließend hatte er von 1727 bis 1729 eine Anstellung auf Malta. Seine erste Oper, Il trionfo d'Amore ossia La Fillide, wurde zu  Karneval 1715 im Turiner Teatro Carignano aufgeführt. 1732 folgte Giay Andrea Stefano Fiorè auf dem Posten des Kapellmeisters an der königlichen Kapelle unter Karl Emanuel III. Diese Stelle übte er bis zu seinem Tod 1764 aus. Sein Sohn Francesco Saverio Giay (1729–1801) folgte dem Vater nach dessen Tod in dieser Stellung, die er bis 1798 innehatte.
Unter der Leitung von Fioré und den beiden Generationen Giay entwickelte sich am Turiner Hof eine fruchtbare musikalische Periode, nicht zuletzt entstand in dieser Zeit die Piemonteser Violinschule durch Protagonisten wie Giovanni Battista Somis und dessen Schüler Jean-Marie Leclair, etwas später durch die ebenfalls aus dieser Schule stammenden Gaetano Pugnani und Giovanni Battista Viotti, die den italienischen Stil in Frankreich verbreiteten.
Zu Giays überlieferten Werken zählt neben den lediglich als Fragmente erhaltenen Bühnenwerken auch kirchliche Musik, zum Teil groß angelegte doppelchörige Werke und einige Instrumentalwerke.